# Aluminium natif
L'aluminium natif est une espèce minérale, corps simple métallique de formule chimique Al correspondant principalement à l'élément chimique aluminium. L'aluminium appartient à la classe minéralogique des éléments natifs. Il a été identifié dans des roches riches en aluminium, dans des dépôts hydrothermaux, des cendres volcaniques ou des météorites. Bien que son origine anthropique ait été discutée, certains échantillons ont une composition qui diffère de l'aluminium industriel.